# Пантелюк Микола Миколайович
Мико́ла Микола́йович Пантелю́к (5 квітня 1953, Турка, УРСР) — радянський та український військовик. Полковник ВДВ України. Лицар Хреста Івана Мазепи, Ордена «За заслуги» ІІІ ст. та Ордена «За службу Батьківщині у Збройних Силах СРСР» III ст. Гетьман «Українського козацтва» (з 2005 року).

## Життєпис
Микола Пантелюк народився у селі Турка, що на Івано-Франківщині. У 1971 році працював спортивним інструктором, а з 1971 по 1973 рік проходив строкову службу в лавах Радянської армії. Протягом 1973—1977 років навчався у Вищому військовому училищі. Після закінчення училища пройшов шлях від лейтенанта до полковника повітрянодесантних військ. У 1979 році служив у Болградській повітрянодесантній дивізії, а 25 лютого 1980 року був переведений на посаду заступника командира батальйону 317-го парашутно-десантного полку 103-ї Вітебської повітрянодесантної дивізії. З 1980 по 1983 рік брав участь у бойових діях в Афганістані. З 1989 по 1993 рік навчався у військовій академії.
Протягом 1992—1993 років служив у повітрянодесантних військах ЗСУ. З березня 1993 по 1997 рік проходив службу в Національній гвардії України. У 1997 році звільнений у запас, мешкав у Донецьку.
22 лютого 1997 року призначений першим заступником отамана Кальміуської паланки Українського козацтва. З жовтня 1998 року — «наказний отаман», а з травня 1999 року — Головний отаман паланки. З 1999 року — генеральний директор підприємства «Служба безпеки УК». Протягом 1999—2002 років навчався у Донецькій державній академії управління.
Під час президентських виборів 1999 року Микола Пантелюк підтримував кандидатуру гетьмана Івана Біласа, а після його зняття — Леоніда Кучму. Це призвело до того, що Пантелюка було призначено заступником гетьмана «Українського козацтва».
В листопаді 2005 був обраний Гетьманом «Українського козацтва». Але частина козацтва його не визнала, Верховний отаман УК генерал-отаман И.Вардинець видав указ та розжалував «раскольників» у прості козаки. 
У 2008 році Микола Пантелюк висував свою кандидатуру на виборах київського міського голови, однак посів лише 29-те місце з результатом 0,03 %.

## Нагороди та відзнаки
- Хрест Івана Мазепи (23 лютого 2010) — за вагомий особистий внесок у відродження історичної спадщини українського народу, багаторічну плідну професійну діяльність[1].
- Орден «За заслуги» ІІІ ст. (22 грудня 1999) — за вагомі особисті заслуги у відродженні Українського козацтва, активну участь у військово-патріотичному вихованні молоді[2].
- Орден «За службу Батьківщині у Збройних Силах СРСР» III ст.